# センタルン
センタルン(Centalun)は、ドイツの製薬会社ベーリンガーインゲルハイムが1962年に開発した精神抑制薬で、GABAA受容体のアロステリックアゴニスト作用により、睡眠薬や鎮静薬の効果を持つ。かつては外科や整形外科、婦人科等の医療処置の際の鎮静化のために用いられていたが、臨床では使われなくなった。臨床で使用された歴史があるにも関わらず、センタルンは規制物質法の管理の対象にはならず、乱用薬として無規制のままとなっている。